# Radicicol
Le radicicol, ou monordène, est un composé organique naturel qui se lie à la protéine Hsp90 pour en moduler la fonction biologique. La protéine Hsp90 joue un rôle important dans le cycle cellulaire, le développement de la cellule, la survie de cette dernière, l'apoptose, l'angiogenèse et l'oncogenèse.
La biosynthèse du radicicol a été principalement étudiée chez Pochonia chlamydosporia, un mycète qui produit in vivo l'essentiel de la structure de cette molécule — la monocilline II — par un processus itératif réalisé par des polycétide synthases de type I. La monocilline II est ensuite convertie en radicicol par halogénation et formation d'un époxyde réalisées respectivement par les protéines RadH et RadP. Ces enzymes sont codées par les gènes Rdc2 et Rdc4 de la voie métabolique, et altérer l'un de ces deux gènes conduit à un produit qui a la structure de la monocilline II mais dépourvu ou bien du groupe époxy ou bien de l'halogène.
Le radicicol est également un antibiotique macrolactone antifongique qui inhibe les protéines tyrosine-kinases.